# Ашемур, Альфред Александрович
Альфред Александрович Ашемур (30 апреля (12 мая) 1834, Варшавская губерния — после 1892) — русский архитектор.
Учился в петербургском Строительном училище с 1849 по 1855 год за счёт Киевской губернии, окончив его со званием «архитектуры помощника». В 1855—1864 годах работал в Томске помощником губернского архитектора, при этом в период 1861—1864 годов занимая одновременно должность епархиального архитектора. В 1864 году занял должность томского губернского архитектора, на которой проработал до 1867 года.
После 1867 года вернулся в Санкт-Петербург, где выполнил ряд построек по частным заказам. В 1880-х годах занимал должность помощника заводского архитектора на Балтийском судостроительном заводе. С 1892 года работал в Седлецкой губернии.

## Проекты и постройки
в Сибири
- Спасский собор в г. Колывани Томской губернии. 1855—1860. Участие в строительстве в качестве помощника томского губернского и епархиального архитектора академика Я. М. Набалова[3].
- Иннокентьевская церковь Иоанно-Предтеченского женского монастыря в Томске. 1861—1865. Переработка проекта А. К. Македонского с изменением декора в русско-византийском стиле; строительство[3].
- Участие в составлении плана застройки уездного города Мариинска. 1869—1874. (не был реализован)[4]
- Реконструкция Николаевского собора города Мариинска. 1871—1872. Ремонт и устройство приделов. Не сохранился[4].
- Храм во имя Святой Живоначальной Троицы в Минусинске. 1877—1885[5]. Уничтожен в 1930-х годах.

в Санкт-Петербурге
- Косая линия, д.№ 3, средняя часть — особняк Шуваловой. 1884—1885. Включён существовавший дом.
- Кожевенная линия, д.№ 40  памятник архитектуры (вновь выявленный объект)[6] — кабельный завод Сименс-Гальске: производственное здание, заводоуправление, котельная с дымовой трубой и заводские ворота. 1885.
- Кожевенная линия, д.№ 18-20 — часть зданий комплекса Балтийского судостроительного и механического завода. 1880-е.
- Каменноостровский проспект, д.№ 11 — заводская контора механического завода Р. К. Гроша. 1886.
- Большой Сампсониевский проспект, д.№ 26, левая часть — доходный дом. 1886.
- 17-я линия, д.№ 66 — доходный дом. 1886.
- Кожевенная линия, д.№ 1, д.№ 3  памятник архитектуры (вновь выявленный объект)[6] — производственное здание и котельная завода А. А. Парамонова. Включено существовавшее строение. 1886.
- 9-я линия, д.№ 24, правая часть — жилой дом. 1892. (Надстроен).